# Gymnodampia yaoi
Gymnodampia yaoi är en kvalsterart som beskrevs av Chen, Behan-Pelletier, Wang och Norton 2004. Gymnodampia yaoi ingår i släktet Gymnodampia och familjen Platyameridae. Inga underarter finns listade i Catalogue of Life.